# Thaumaglossa rufocapillata
Thaumaglossa rufocapillata es una especie de escarabajo de piel del género Thaumaglossa, de la familia Dermestidae, orden Coleoptera. Mide aproximadamente 2,5-4 mm de longitud.

## Distribución
Se distribuye por Camerún, Congo, Kenia, Madagascar, Nigeria, Tanzania, Zimbabue, China, India, Indonesia, Japón, Corea, Laos, Malasia, Nepal, Tailandia y Vietnam.

## Taxonomía
Fue descrita por Redtenbacher en 1867.